# U 1206
U 1206 war ein von der Kriegsmarine im Zweiten Weltkrieg eingesetztes U-Boot vom Typ VII C. Das Boot wurde dadurch bekannt, dass es im April 1945 auf seiner ersten Feindfahrt vor der Küste Schottlands möglicherweise aufgrund eines Bedienungsfehlers des Kommandanten Karl-Adolf Schlitt an der Bordtoilette beschädigt wurde, auftauchen musste, von britischen Flugzeugen angegriffen und sodann selbstversenkt wurde, wodurch vier Besatzungsmitglieder umkamen und die übrigen 46 in britische Kriegsgefangenschaft gerieten.

## Bau und Ausstattung
U 1206 hatte an der Oberfläche eine Wasserverdrängung von 769 t und unter Wasser 871 t. Es war insgesamt 67,1 m lang, 6,2 m breit, 9,6 m hoch mit einem 50,5 m langen Druckkörper und hatte einen Tiefgang von 4,74 m. Das in den Danziger Schichau-Werken gebaute U-Boot wurde von zwei Viertakt-Dieselmotoren F46 mit je 6 Zylindern und Ladegebläse der Kieler Germaniawerft mit einer Leistung von 2060 bis 2350 kW, bei Unterwasserbetrieb mit zwei Elektromotoren GU 460/8–27 von AEG mit einer Leistung von 550 kW angetrieben. Es hatte zwei Antriebswellen mit zwei 1,23 m großen Schiffsschrauben. Das Boot war zum Tauchen bis in Tiefen von 90 m geeignet.
Das U-Boot erreichte an der Oberfläche Geschwindigkeiten von bis zu 17,7 Knoten und unter Wasser bis zu 7,6 Knoten. Aufgetaucht konnte das U-Boot bei 10 Knoten bis zu 8500 Seemeilen weit fahren, untergetaucht bei 4 Knoten bis zu 80 Seemeilen. U 1206 war mit fünf 53,3 cm Torpedorohren – vier am Bug und eines am Heck – und vierzehn Torpedos, einer 8,8-cm-Kanone SK C/35 mit 220 Schuss Munition, einer 3,7-cm-FlaK M42 18/36/37/43 und zwei 2-cm-FlaK C/30 ausgestattet.

## Mannschaft
Die Mannschaftsstärke des U-Boots betrug 44 bis 60 Mann. Bei seiner letzten Fahrt waren es 50 Mann.

## Toilette
U 1206 war mit einer hochmodernen Toilette ausgestattet, die bei den Ingenieuren als der neueste Stand der Technik galt. Während die Alliierten die Fäkalien in ihren U-Booten in speziellen Tanks sammelten, wurden bei den herkömmlichen deutschen U-Booten Kot und Urin in Behältern gesammelt, die bei Fahrt an der Wasseroberfläche ins Meer entleert wurden. Dies führte bei längeren Unterwasserfahrten, die angesichts der alliierten Luftüberlegenheit immer wichtiger wurden, zu erheblichen Belastungen. Der hohe Druck in großen Wassertiefen machte ein Ausstoßen der Fäkalien bei gewöhnlichen Drücken unmöglich. Bei den neuen U-Booten vom Typ VIIC wurde das Problem durch eine Hochdrucktoilette gelöst. Deren Bedienung war allerdings sehr kompliziert, weshalb es auf jedem solchen U-Boot einen Seemann gab, der in der Technik eigens ausgebildet war. Das Abwasser wurde über Ventile durch eine Reihe von Kammern geleitet, bis es in einer Druckluftschleuse landete. Von hier wurde es mit sehr stark komprimierter Druckluft ins Meer hinausgeschossen, wobei jedoch die anderen Ventile geschlossen sein mussten.

## Einsätze und Ende
Nach seiner Indienststellung diente U 1206 unter dem Kommando des Oberleutnants zur See Günther Fritze in der 8. U-Flottille als Ausbildungsboot. Im Juli 1944 wurde das U-Boot der 11. U-Flottille zugeteilt und dem Kommando von Kapitänleutnant Karl-Adolf Schlitt unterstellt. In dieser Zeit erhielt das U-Boot auch einen Schnorchel, der an der Stelle des Bordgeschützes angebracht wurde.
Am 28. März 1945 lief das U-Boot von Kiel zu seiner ersten Übungsfahrt nach dem Umbau aus und fuhr am 30. März in den Marinestützpunkt auf der Halbinsel Karljohansvern im Norden von Horten in Norwegen ein. Diesen verließ es am 2. April und fuhr am 3. April in den südnorwegischen Hafen Kristiansand, von wo es am 6. April 1945 zu seiner ersten Feindfahrt in die Gewässer vor Schottland auslief. Einige Tage fuhr das Boot vor der schottischen Küste, ohne auf feindliche Schiffe zu treffen. Zum Schutz vor feindlichen Angriffen fuhr das U-Boot in 60 m Meerestiefe und befand sich zuletzt 8 Seemeilen vor Peterhead. Am 9. April kam es zu technischen Problemen am Kompressor der Steuerbord-Dieselmaschine. Am 13. April fiel der Steuerbord-Dieselmotor ganz aus, und die Mechaniker versuchten, die Maschine wieder in Gang zu bekommen, wobei sie ein Handelsschiff mit rund 8000 BRT vorbeifahren lassen mussten.
Tags darauf musste das U-Boot auftauchen und aufgegeben werden. Zur Ursache gibt es mehrere voneinander abweichende Angaben und Vermutungen. Eine Begründung lautete: Als der Kommandant, Kapitänleutnant Schlitt, am 14. April die Spülung der Toilette bediente, überging er einen Befehl, laut dem die Spülung ausschließlich vom Fachmann an Bord auszulösen sei. Durch die offenen Ventile ergoss sich mit hohem Druck Meerwasser, gemischt mit Schlitts Kot und Urin, ins U-Boot. Dem Klosettfachmann gelang es nun nicht mehr, die Toilettenverschlüsse zu schließen. Nach Berichten eines Überlebenden sackte das Boot „wie ein Stein“ in die Tiefe ab. Schlitt selbst gab allerdings in seinem Bericht an, dass er sich beim Wassereinbruch im Maschinenraum befand, um bei der Reparatur des ausgefallenen Dieselmotors zu helfen, während ein Mechaniker versuchte, die vordere Toilette zu reparieren. Ursache hierfür sei ein falsch oder überhaupt nicht eingesetztes Außenventil der Drucktoilette gewesen.
Als das Meerwasser die unter der Toilette befindlichen Batterien erreichte, bildete sich giftiges Chlorgas. In dieser aussichtslosen Situation befahl Schlitt das sofortige und schnellstmögliche Auftauchen des U-Bootes. Hierzu mussten sämtliche in den Abschussrohren befindlichen Torpedos ausgestoßen werden. An der Oberfläche wurde das Boot jedoch sofort von Fliegern der Royal Air Force bemerkt und umgehend unter Beschuss genommen. Dabei wurde ein Besatzungsmitglied tödlich getroffen. Schlitt befahl die Selbstversenkung des chancenlosen U-Boots und ließ alle Mann von Bord gehen. In Rettungsschlauchbooten fuhren die U-Boot-Fahrer der zerklüfteten Steilküste entgegen. Drei Männer (Hans Berkhauer, Karl Koren und Emil Kupper) kamen laut Bericht von Schlitt (der kein Augenzeuge war) um, als sie versuchten, bei stürmischer See aus ihrem Schlauchboot den Steilhang zu erklimmen, ihr Boot jedoch an die Klippen geschleudert wurde. Nach anderen Angaben befand sich jedoch neben zehn noch Lebenden auch ein Toter an Bord dieses Schlauchboots. Während hiernach zwei Seeleute ertranken (was zusammen drei Tote ergibt), konnten sich die übrigen (acht) Seeleute ans schottische Festland retten. Hier wurden sie kurz darauf von der britischen Armee gefangen genommen. 23 Mann wurden von dem Trawler der britischen Marine HMT Nodzu aus zwei Rettungsbooten an Bord geholt und als Kriegsgefangene nach Aberdeen gebracht. Weitere 14 Mann von einem anderen großen Rettungsboot und zwei mit diesem vertäuten kleinen Booten – unter ihnen der Kommandant Schlitt – wurden mit dem Fischerboot Reaper von Alec John Stephen und dessen erst vierzehnjährigem Gehilfen John Smith an Land gebracht. Stephen hielt die Schiffbrüchigen zunächst für Überlebende eines untergegangenen norwegischen Schiffes und erfuhr ihre Identität erst an Land. Die Schiffbrüchigen wurden in der Polizeistation Peterhead inhaftiert und am nächsten Tag per Eisenbahn zum Verhör nach London gebracht. Die übrigen Besatzungsmitglieder wurden von der britischen Schaluppe Nonsuch an Bord genommen. Insgesamt kamen 46 Seeleute von der U 1206 in Gefangenschaft. Schlitt verblieb bis 1948 in britischer Kriegsgefangenschaft.
Nach Aussagen eines Verwandten eines damaligen Besatzungsmitglieds war die Variante mit der defekten Toilettenspülung nur ein Vorwand. Die Offiziere hätten beschlossen, sich zu ergeben. Um im Kriegsgefangenenlager nicht als Deserteure behandelt zu werden, hätten sie die Geschichte mit der Toilettenspülung erfunden.
Als Geste der Dankbarkeit überreichte Karl-Adolf Schlitt 1987, 42 Jahre nach der Versenkung, anlässlich eines Besuchs in Schottland seinen Rettern Alec John Stephen und John Smith eine Gedenkplakette mit einem U-Boot und Eisernem Kreuz.

## Verbleib des Wracks
Laut Schlitt sank das U-Boot auf 57°24'N,1°37'W, doch wurde es jahrzehntelang nicht gefunden.
Bei Erkundungsarbeiten von British Petroleum für die Erdölleitung Forties Field nach Cruden Bay (Aberdeenshire) Mitte der 1970er Jahre wurde das Wrack von U 1206 auf 57°21'N,1°39'W, etwa zwölf Seemeilen vor Crudean Bay, in etwa 70 m Meerestiefe gefunden. Eine Untersuchung der Royal Commission on the Ancient and Historical Monuments of Scotland (RCAHMS) ergab seinerzeit, dass eine Kollision von U-1206 mit einem vorher dort liegenden Wrack zur Katastrophe geführt haben könne.
2012 besuchten Taucher von Buchan Shipwrecks das Wrack von U 1206. Sie fanden das Boot in relativ gutem Zustand vor. Im Gegensatz zu den Angaben (siehe oben) war eines der Torpedorohre noch geladen.